# KLM
KLM (нід. Koninklijke Luchtvaart Maatschappij, «Королівські Нідерландські Авіалінії», англ. Royal Dutch Airlines) — нідерландська авіакомпанія, заснована у 1919. Одна з найстаріших авіакомпаній світу. Національна авіакомпанія Нідерландів у минулому, з 2004 власність Air France. Нагороджена почесним королівським титулом Koninklijk.
Штаб-квартира розташована у місті Амстелвен, недалеко від основного літацького вузла компанії — аеропорту Схіпгол. Наразі KLM виконує регулярні пасажирські та вантажні рейси у понад 130 напрямків по всьому світі. Штат компанії нараховує 33 000 працівників (станом на березень 2007).
У 2004 відбулось об'єднання KLM з Air France у альянс Air France-KLM зі штаб-квартирою у Міжнародному аеропорту імені Шарля де Голля. Air France-KLM входить до складу авіаційного альянсу SkyTeam разом з Аерофлотом, Aeroméxico, Air Europa, Alitalia, China Southern Airlines, Czech Airlines, Delta Air Lines, Kenya Airways, Korean Air, TAROM та Vietnam Airlines.

## Історія

Реклама KLM у 1919

Компанія була заснована 7 жовтня 1919. Вона є найстаршою авіакомпанією у світі, яка продовжує працювати під первинною назвою. Під час Другої світової війни компанія тимчасово припиняла діяльність у Європі, проте продовжувала діяльність у Карибському регіоні.
Перший рейс відбувся 17 травня 1920 з лондонського аеропорту Кройдон у Амстердам. На борту знаходились два британських журналісти й вантаж газет. Рейс виконувався на літаку Airco DH.16 з позивними G-EALU. У 1920 компанія перевезла 440 пасажирів та 21 тонну вантажів. У 1921 KLM почала виконувати регулярні рейси. До 1926 компанія виконувала регулярні рейси до Амстердама, Роттердама, Лондона, Парижа, Брюсселя, Бремена, Копенгагена та Мальме на літаках Fokker F2 та Fokker F.III.
Трансконтинентальні рейси до Голландської Ост-Індії компанія розпочала у 1929 на літаку Fokker F.VII. На той час це був найдовший регулярний маршрут у світі. Загалом у 1930 компанія перевезла 15 143 пасажири. У 1934 авіакомпанія почала експлуатувати літаки Douglas DC-2.
У 1934 відкритий перший регулярний трансатлантичний рейс для KLM з Амстердама до Кюрасао. У 1936 році компанія почала використовувати літаки Douglas DC-3, замінивши Douglas DC-2. KLM була єдиною авіакомпанію яка використовувала літаки Douglas DC-5 для цивільної авіації.
21 травня 1946 стала першою авіакомпанією континентальної Європи, яка розпочала регулярні перельоти до Нью-Йорку. В 1950 році пасажиропотік становив 356 069 осіб.
У березні 1960 компанія почала експлуатувати літаки Douglas DC-8. Загалом у 1980 компанія перевезла 9 715 069 пасажирів. А у 1990 пасажиропотік становив 16 млн пасажирів.
У вересні 2010 KLM оголосила, що її підрозділ Martinair буде повністю інтегрований у структуру KLM. Відповідно, весь персонал та напрямки будуть переведені до KLM. Процес інтеграції мав закінчитися в листопаді 2011, після цього за Martinair залишаться тільки вантажні перевезення й обслуговування літаків.

## Флот
Станом на січень 2018 флот KLM становлять такі літаки. 

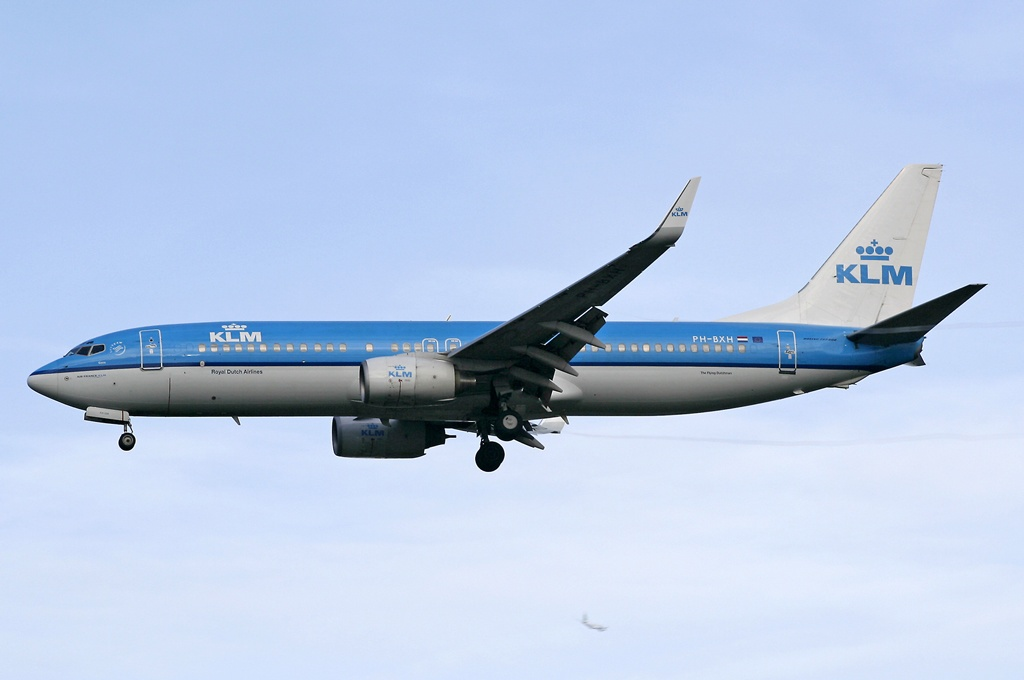
KLM Boeing 737-800

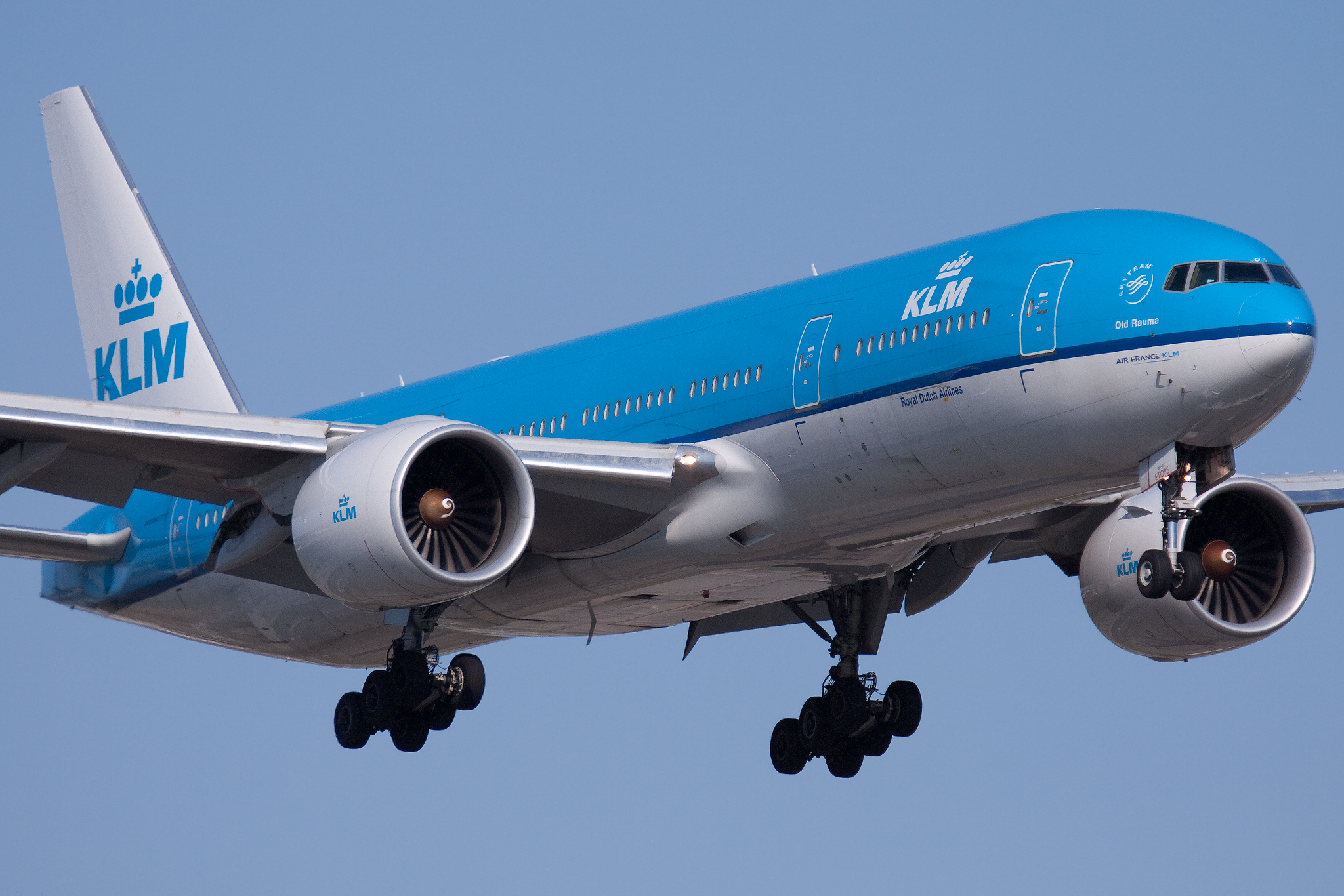
KLM Boeing 777-200ER у Монреалі (2009)

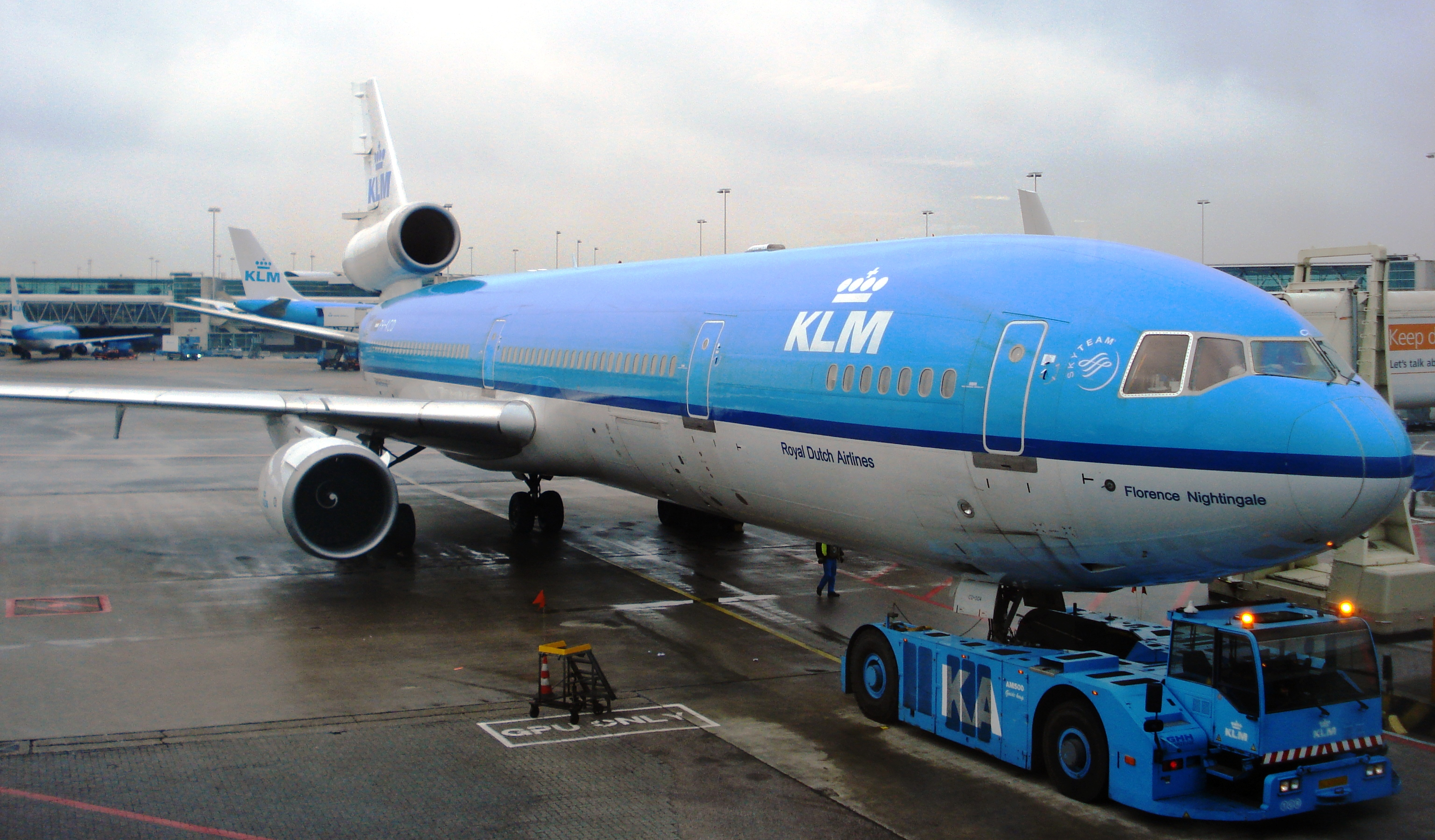
KLM MD-11

## Код-шерінг
Станом на вересень 2010, KLM має код-шерінгові договори з такими авіакомпаніями (у список не входять авіакомпанії, які є участниками альянсу SkyTeam:
| Авіакомпанія                                                                       |
| ---------------------------------------------------------------------------------- |
| Aer Lingus (AMS-DUB)                                                               |
| Air Astana (Азійські та Європейські маршрути)                                      |
| Alaska Airlines (Маршрути у США та Канаді)                                         |
| CityJet (підрозділ Air France-KLM, Європейські маршрути)                           |
| Comair (Афільований член альянсу Oneworld, внутрішні маршрути у Південній Африці)  |
| Copa Airlines (майбутній член альянсу Star Alliance, маршрути у Південній Америці) |
| Cyprus Airways (AMS-LCA/PFO)                                                       |

| Airline                                                                                   |
| ----------------------------------------------------------------------------------------- |
| Estonian Air (Естонія, Європа, Північна Африка, Арабські та Середземноморські напрямки)   |
| Garuda Indonesia (майбутній член альянсу SkyTeam, Індонезія, Азія, Південно-Західна Азія) |
| Gulf Air (Пакистан/Оман)                                                                  |
| KLM Cityhopper (Регіональний підрозділ KLM)                                               |
| Malaysia Airlines (AMS-KUL)                                                               |
| Meridiana (AMS-FLR) до 27 березня 2011                                                    |
| Росія (Росія, СНД, Європа та Азія)                                                        |
| Thalys (Поїзд)                                                                            |
| Ukraine International Airlines (AMS-KBP)                                                  |